# 플레이어스 리그
플레이어스 리그(Players' League), 정식 명칭은 플레이어스 내셔널 리그 오브 프로페셔널 베이스볼 클럽스(Players' National League of Professional Base Ball Clubs)는 19세기에 미국에 존재했던 야구 리그로, 짧은 기간 존재했지만 많은 스타들이 뛰었던 리그이다. 메이저 리그 사상 첫 선수 노조였던 프로 야구 선수 동맹(the Brotherhood of Professional Base-Ball Players)이 만든 리그이다.
플레이어스 리그는 1890년에만 있다가 시즌 후 사라졌다. 그 해 처음이자 마지막이었던 시즌에서 보스턴 레즈가 우승을 차지했다.